# TsNIITochMash
TsNIITochMash（露: ЦНИИТОЧМАШ、ツニートチマッシ）は、ロシアの防衛関連企業。国営軍需企業ロステックの関連企業の一つ。日本語文献では慣例的に「デジニトクマッシ」のような表記がされることもあるが、ロシア語の発音からは乖離している。

## 概要
TsNIITochMashは1944年にクンツェヴォの第304工場に創設された小火器や航空機関砲などの研究機関、NIISPVA（НИИСПВА）を母体とする。社名は Центральный Научно-Исследовательский Институт ТОЧного МАШиностроения（精密工学中央研究所の意）の頭字語。ロシア連邦軍および内務省軍向け銃器と弾薬の研究開発を主な任務とし、自走砲、兵器のシミュレーターやラトニクの個人装具なども開発している。

## 沿革
- 1944年 - クンツェヴォにNIISPVA発足
- 1948年 - NII-61に改称
- 1949年 - 小火器の製造に強みを持つNII-44を吸収合併
- 1950年 - クリモフスクに移転
- 1957年 - 小火器の研究開発部門を改組
- 1959年 - 猟銃などを製造するOKB-180を吸収合併
- 1961年 - NII-61をTsNIITochMashに改組
- 2012年 - 共同試験センターを設立

## 主な製品

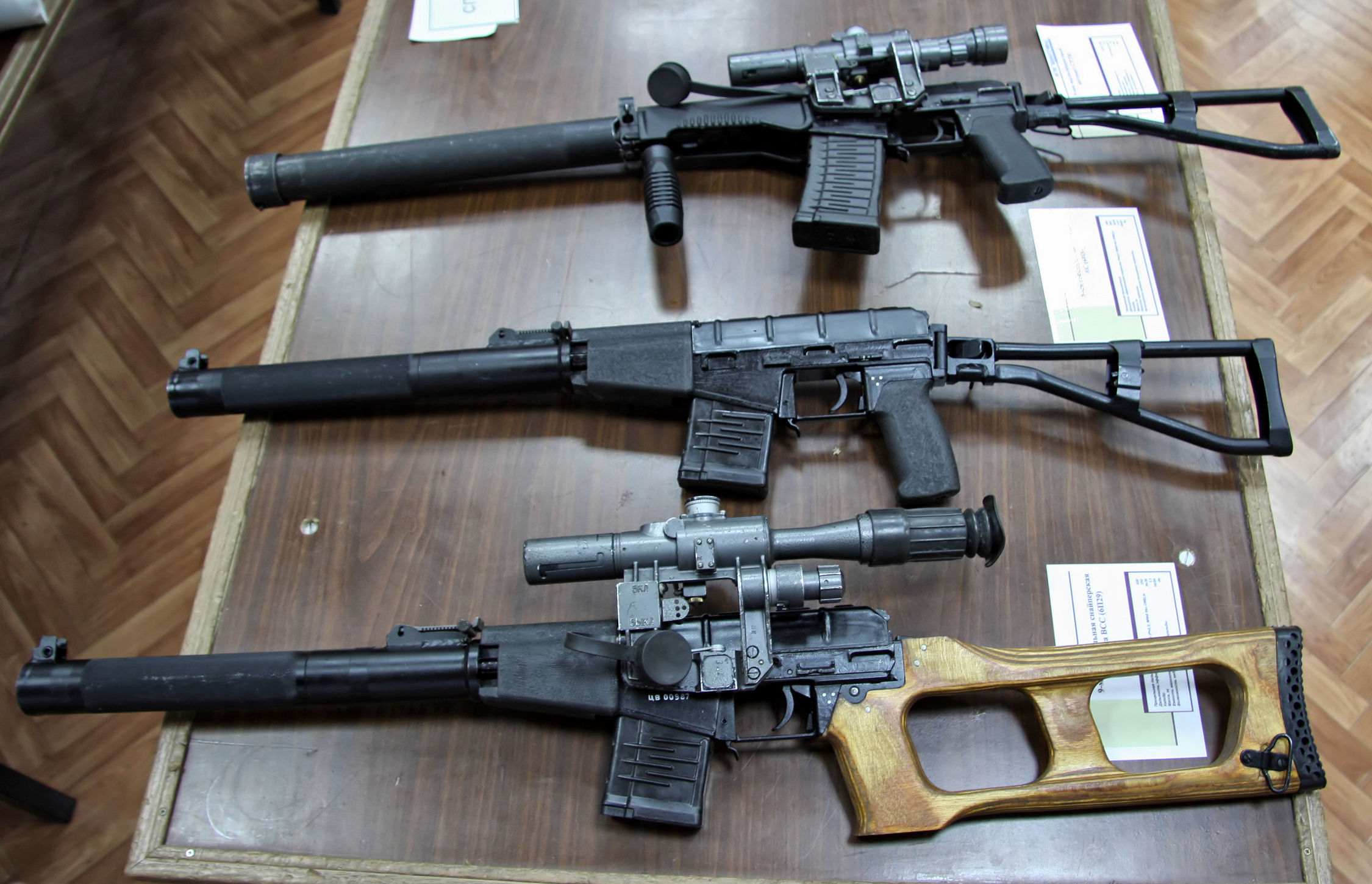
上からSR-3、AS Val、VSS

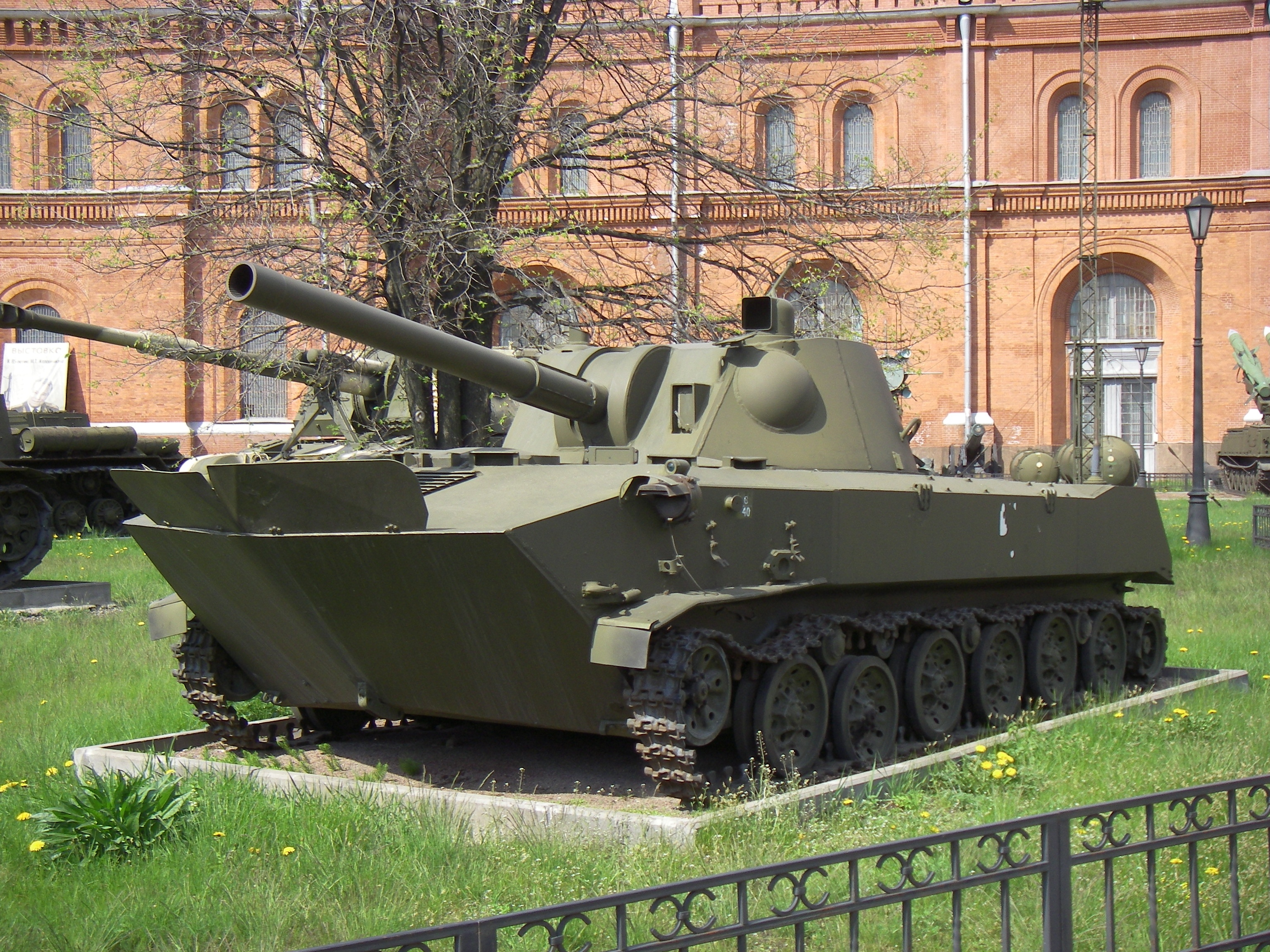
2S9ノーナ-S

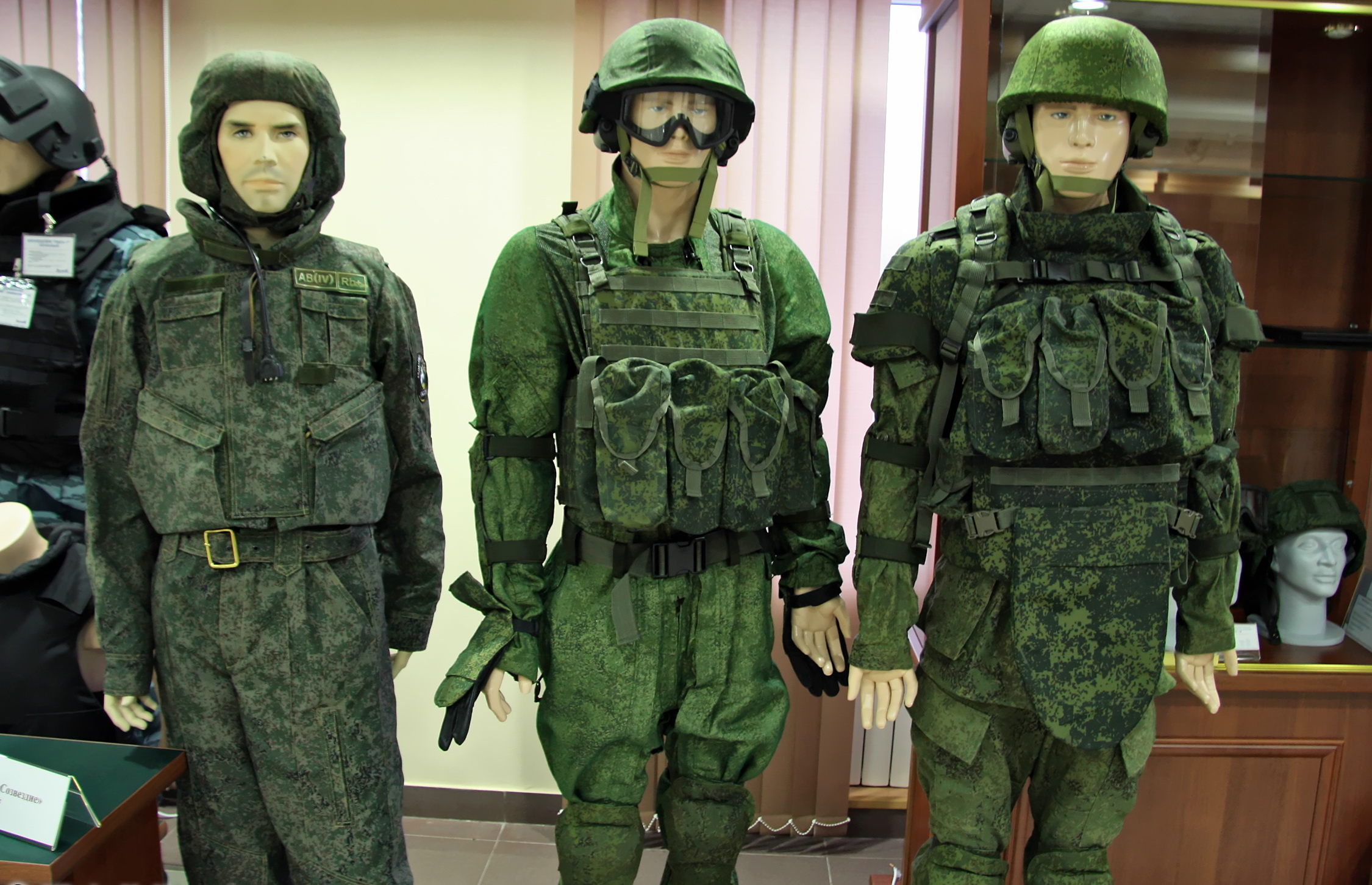
6B15（左）

### 量産品
- SR-1M
- SR-2
- SR-3
- 9A-91
- AS Val
- VSS
- PSS
- 9x39mm弾
- PKP ペチェネグ
- KS-23
- APS水中銃
- SPP-1水中拳銃
- 2S9ノーナ-S 120mm自走砲
- 6B15 - 戦車兵向けボディアーマー

### 試作品
- AL-7
- AO-63

### 民生品
- ジャスミン - 除菌スプレー